# 勘解由小路家 (日野流)
勘解由小路家（かでのこうじけ）は、藤原北家日野流烏丸家の分家にあたる公家、華族。公家としての家格は名家、華族としての家格は子爵家。

## 歴史
正保元年（1644年）、烏丸光広の次男の資忠によって創立された。家格は名家。儒道を家学とし、家禄は130石。
雲上明鑑に、「始祖は烏丸権中納言豊光六代正二位権大納言光広の末男正三位参議資忠なり」とある。門流は近衛殿。
明治維新後の明治2年（1869年）に旧公家として華族に列し、明治14年（1884年）7月7日の華族令の施行で華族が五爵制になると同8日に大納言直任の例がない旧堂上家として資生が子爵に列せられた。
2代子爵資承は宮内省に出仕して東宮侍従などを歴任した後、貴族院の子爵議員に当選して務めた。
3代子爵資淳は外祖父の資承の養子に入る際に一度親族にあたる武者小路実篤の養子になってから勘解由小路家に入っている。

## 歴代当主
- 初代：勘解由小路資忠（すけただ、1632年 - 1679年）- 正三位参議
- 02代：勘解由小路韶光（あきみつ、1663年 - 1729年）- 正二位権大納言
- 03代：勘解由小路光潔（みつきよ、1698年 - 1732年）- 従三位非参議 式部権大輔
- 04代：勘解由小路音資（なりすけ、1721年 - 1739年）- 従五位上侍従 （公卿に昇らず）
- 05代：勘解由小路資望（すけもち、1735年 - 1759年）- 従四位上左中弁（公卿に昇らず）
- 06代：勘解由小路近光（ちかみつ、1754年 - 1782年）- 従四位上左京権大夫（公卿に昇らず）
- 07代：勘解由小路資善（すけよし、1778年 - 1848年）- 正二位権大納言
- 08代：勘解由小路光宙（みつおき、1808年 - 1862年）- 正三位非参議 中務権大輔
- 09代：勘解由小路資生（すけより、1826年 - 1893年）- 正三位、子爵、貴族院議員
- 10代：勘解由小路資承（すけこと、1860年 - 1925年）- 子爵、貴族院議員
- 11代：勘解由小路資淳（すけあつ、1922年 - 2019年2月2日[注釈 3]））- 元・子爵、元・海軍中尉